# 10870 Gwendolen
10870 Gwendolen è un asteroide della fascia principale. Scoperto nel 1996, presenta un'orbita caratterizzata da un semiasse maggiore pari a 2,4002411 UA e da un'eccentricità di 0,2052950, inclinata di 2,97687° rispetto all'eclittica.
Il nome proviene da Mary Gwendolen Ellery Read Aikman, madre dello scopritore.